# چرخ‌دنده شانه‌ای

پویانمایی سازوکار دنده و شانه‌ای.

چرخ‌دندهٔ شانه‌ای یا سازوکار دنده و شانه‌ای (انگلیسی: Rack and pinion) یک نوع سازوکار مکانیکی ساده است که برای تبدیل حرکت چرخشی به حرکت خطی یا برعکس استفاده می‌شود. این سازوکار از دو جزء اصلی تشکیل شده است:
1. دندهٔ مقابل[۳] (Pinion): یک چرخ‌دنده کوچک و گرد است که می‌تواند حول محور خود بچرخد.
2. شانه (Rack): یک میله یا صفحه صاف است که دارای دندانه‌هایی است که با دندانه‌های دنده درگیر می‌شوند.

هنگامی که دنده می‌چرخد، دندانه‌های آن با دندانه‌های شانه درگیر شده و باعث حرکت خطی شانه می‌شود. به همین ترتیب، اگر شانه به صورت خطی حرکت کند، باعث چرخش دنده می‌شود.
در واقع دنده شانه‌ای را می‌توان یک چرخ‌دنده ساده با بی‌نهایت دندانه در نظر گرفت، که شعاع آن بی‌نهایت بزرگ است. دندانه‌های یک چرخدنده شانه ای ممکن است مستقیم یا مورب باشند.
سازوکار دنده و شانه‌ای به دلیل سادگی، قابلیت اطمینان و دقت بالا در بسیاری از کاربردها استفاده می‌شود. برخی از کاربردهای رایج این سازوکار عبارتند از:
- سیستم فرمان خودرو: در سیستم فرمان خودرو، چرخش فرمان باعث چرخش دنده می‌شود که به نوبه خود باعث حرکت خطی شانه و در نتیجه تغییر جهت چرخ‌ها می‌شود.
- سیستم‌های جابجایی خطی: در بسیاری از ماشین‌آلات صنعتی و ابزارهای دقیق، از سازوکار دنده و شانه‌ای برای ایجاد حرکت خطی دقیق استفاده می‌شود.
- سیستم‌های کانون عدسی دوربین: در برخی از دوربین‌ها، از سازوکار دنده و شانه‌ای برای تنظیم فوکوس لنز استفاده می‌شود.
- درب‌های کشویی خودکار: در برخی از درب‌های کشویی اتوماتیک، از سازوکار دنده و شانه‌ای برای باز و بسته کردن درب استفاده می‌شود.

چرخ‌دنده شانه‌ای نوعی محرک خطی است که شامل یک چرخ‌دنده دایره‌ای (پینیون) است که با یک چرخ‌دنده خطی (شانه) درگیر می‌شود. آنها با هم حرکت چرخشی را به حرکت خطی تبدیل می‌کنند. چرخش پینیون باعث حرکت شانه در یک خط می‌شود. برعکس، حرکت خطی شانه باعث چرخش پینیون می‌شود. جعبه‌دنده شامل چرخ‌دنده و شانه‌ای می‌تواند از هر دو چرخ‌دنده مستقیم و مارپیچی استفاده کند. اگرچه برخی پیشنهاد می‌کنند که چرخ‌دنده‌های مارپیچی در عملکرد بی‌صداتر هستند، اما هیچ مدرک محکمی از این نظریه پشتیبانی نمی‌کند. شانه‌های مارپیچ، در حالی که مقرون به صرفه‌تر هستند، ثابت شده است که گشتاور جانبی را روی دیتوم‌ها افزایش می‌دهند و دمای کار را افزایش می‌دهند که منجر به سایش زودرس می‌شود. شانه‌های مستقیم به نیروی محرکه کمتری نیاز دارند و گشتاور و سرعت بیشتری را به ازای کسری از نسبت دنده ارائه می‌دهند که امکان دمای کار پایین‌تر و کاهش اصطکاک ویسکال و مصرف انرژی را فراهم می‌کند. حداکثر نیرویی که می‌تواند در سازوکار چرخ‌دنده شانه‌ای منتقل شود با گشتاور روی پینیون و اندازه آن یا برعکس با نیروی روی شانه و اندازه پینیون تعیین می‌شود.
به عنوان مثال، در راه‌آهن شانه‌ای، چرخش یک پینیون نصب شده روی یک لوکوموتیو یا یک واگن راه‌آهن با یک شانه که معمولاً بین ریل‌ها قرار می‌گیرد، درگیر می‌شود و به حرکت قطار در شیب تند کمک می‌کند.
برای هر جفت پروفیل گستران همیوغ، یک شانه پایه وجود دارد. این شانه پایه، نیمرخ چرخ‌دنده مزدوج با شعاع گام نامحدود (یعنی یک لبه مستقیم دندانه‌دار) است.
یک شانه مولد یک طرح کلی شانه است که برای نشان دادن جزئیات و ابعاد دندان برای طراحی یک ابزار مولد، مانند یک دستگاه فرزکاری غلتکی یا یک برش‌دهنده شکل‌دهنده چرخ‌دنده استفاده می‌شود.
ترکیب‌های چرخ‌دنده و شانه‌ای اغلب به عنوان بخشی از یک محرک خطی ساده استفاده می‌شوند، جایی که چرخش یک شفت که با دست یا موتور تغذیه می‌شود به حرکت خطی تبدیل می‌شود.
شانه تمام بار محرک را مستقیماً حمل می‌کند و بنابراین پینیون محرک معمولاً کوچک است، به طوری که نسبت دنده گشتاور مورد نیاز را کاهش می‌دهد. این نیرو، بنابراین گشتاور، ممکن است هنوز قابل توجه باشد و بنابراین معمول است که یک کاهش دنده بلافاصله قبل از این توسط یک دنده کاهنده یا چرخ‌دنده حلزونی وجود داشته باشد. چرخ‌دنده‌های شانه‌ای نسبت بالاتری دارند، بنابراین به گشتاور محرکه بیشتری نسبت به محرک‌های پیچی نیاز دارند.
سازوکار دنده و شانه‌ای یک راه‌حل ساده و مؤثر برای تبدیل حرکت چرخشی به خطی و برعکس است که در بسیاری از صنایع و کاربردها مورد استفاده قرار می‌گیرد.

## فرمان
چرخ‌دنده شانه‌ای معمولاً در سیستم فرمان خودروها یا سایر وسایل نقلیه چرخ‌دار مورد استفاده قرار می‌گیرد. چرخ‌دنده شانه‌ای نسبت به سایر سازوکارها مانند ساچمه گردشی، مزیت مکانیکی کمتری را فراهم می‌کند، اما لقی کمتر و بازخورد بیشتری را ایجاد می‌کند و احساس فرمان بهتری را به راننده منتقل می‌کند. این سازوکار ممکن است با نیروی کمکی، معمولاً با وسایل هیدرولیکی یا الکتریکی، تقویت شود.
استفاده از یک شانه متغیر (که هنوز از یک پینیون معمولی استفاده می‌کند) توسط آرتور ارنست بیشاپ در دهه ۱۹۷۰ اختراع شد تا پاسخگویی خودرو و حس فرمان، به خصوص در سرعت‌های بالا را بهبود بخشد. او همچنین یک فرایند آهنگری پرس با هزینه کم برای ساخت شانه‌ها ایجاد کرد و نیاز به ماشین‌کاری دندانه‌های چرخ‌دنده را از بین برد.

## راه‌آهن شانه‌ای
راه‌آهن شانه‌ای، راه‌آهن‌های کوهستانی هستند که از یک شانه ساخته شده در مرکز مسیر و یک پینیون روی لوکوموتیوهای خود استفاده می‌کنند. این به آنها اجازه می‌دهد تا بر روی شیب‌های تند، تا ۴۵ درجه کار کنند، برخلاف راه‌آهن‌های معمولی که فقط برای حرکت به اصطکاک متکی هستند. علاوه بر این، افزودن چرخ‌دنده شانه‌ای به این قطارها ترمزهای کنترل شده‌ای می‌دهد و اثرات برف یا یخ را بر روی ریل‌ها کاهش می‌دهد.

## بالابر پله
امروزه اکثر بالابرهای پله با استفاده از سازوکار دنده و شانه‌ای کار می‌کنند.
از سازوکار دنده شانه‌ای با دو شانه و یک پینیون در عملگرها استفاده می‌شود. به عنوان مثال می‌توان به عملگرهای پنوماتیکی دنده و شانه‌ای اشاره کرد که می‌توانند برای کنترل شیرها در انتقال خط لوله استفاده شوند. عملگرهای تصویر سمت راست برای کنترل شیرهای خط لوله بزرگ آب استفاده می‌شود. در عملگر بالایی، یک خط سیگنال کنترل خاکستری را می‌توان مشاهده کرد که به یک شیر برقی (جعبه سیاه کوچک متصل به پشت عملگر بالایی) متصل می‌شود که به عنوان پایلوت عملگر استفاده می‌شود. شیر برقی فشار هوای ورودی از خط هوای ورودی (لوله کوچک سبز) را کنترل می‌کند. هوای خروجی از شیر برقی به محفظه وسط عملگر وارد می‌شود و فشار را افزایش می‌دهد. فشار در محفظه عملگر پیستون‌ها را به بیرون می‌راند. در حالی که پیستون‌ها از یکدیگر دور می‌شوند، شانه‌های متصل نیز در جهت مخالف دو شانه در امتداد پیستون‌ها حرکت می‌کنند. این دو شانه به یک پینیون در دندان‌های مستقیم مقابل پینیون مشبک می‌شوند. هنگامی که دو شانه حرکت می‌کنند، پینیون چرخانده می‌شود و باعث چرخش شیر اصلی متصل به لوله آب می‌شود.

## شانه کمانی
چرخ‌دنده شانه‌ای که خمیده است، شانه کمانی نامیده می‌شود.
سازوکار دنده و شانه‌ای اولین بار در چین توسط طراح سلاح گرم ژائو شیژن توسعه یافت. در کتاب او در سال ۱۵۹۸ پس از میلاد، Shen Qi Pu، تفنگ چخماقی Xuanyuan دارای مکانیزم شلیکی با استفاده از سیستم چرخ‌دنده و شانه‌ای بود که از طرح‌های قفل کبریت ترکی الهام گرفته شده بود که دارای یک مکانیزم شلیک محوری جدید بود. تفنگ چخماقی Xuanyuan در پاسخ به مشکلات غیرقابل اعتماد بودن سلاح گرم معاصر ناشی از شرایط بارانی و بادی طراحی شد و ماشه‌ای را ارائه کرد که همزمان هم ماهیتابه فلاش و هم مارپیچ را کار می‌کرد. Wu Pei Chih (1621) بعداً تفنگ‌های عثمانی ترکیه را توصیف کرد که از سازوکار دنده و شانه‌ای استفاده می‌کردند.